# Részben leptonikus bomlás
A részecskefizikában egy hadron „részben leptonikus bomlása”, más néven szemileptonikus bomlása a gyenge kölcsönhatással való bomlásra utal, melyben egy lepton (és a hozzá megfelelő neutrínó) keletkezik egy vagy több hadronon felül.
A részben leptonikus bomlásra példa a
{\displaystyle {K}_{L}^{0}\rightarrow e^{-}+{\bar {\nu _{e}}}+\pi ^{+}}
melyet szembe lehet állítani egy olyan hadronikus bomlással, mint a K0S → π+ + π-. Semleges kaonok részben leptonikus bomlását a kaon rezgések tanulmányozására használták.